# Autoserica permagna
Autoserica permagna är en skalbaggsart som beskrevs av Moser 1915. Autoserica permagna ingår i släktet Autoserica och familjen Melolonthidae. Inga underarter finns listade.